# Богачук Василь Степанович
Василь Степанович Богачук (10 січня 1962) — член СПУ (з 1991); колишній народний депутат України; перший секретар Тернопільського обкому СПУ, член Політради СПУ.

## Життєпис
Дружина Людмила Михайлівна — заступник директора СШ № 6 м. Тернополя; має двох дітей.
Закінчив Тернопільський педагогічний інститут, викладач фізкультури; Національну юридичну академію України, юрист.
Вересень 2007 — кандидат у народні депутати України від СПУ, № 35 у списку. На час виборів: народний депутат України, член СПУ.
Народний депутат України 5-го скликання з вересня 2006 до листопада 2007 від СПУ, № 34 у списку. На час виборів: помічник-консультант народного депутата України, член СПУ. Член фракції СПУ (з вересня 2006). Член Комітету з питань бюджету, секретар Спеціальної контрольної комісії з питань приватизації (з 2006).
Квітень 2002 — кандидат у народні депутати України від СПУ, № 42 в списку. На час виборів: адвокат Тернопільської обласної колегії адвокатів, член СПУ.
Березень 1998 — кандидат у народні депутати України, виборчий округ № 164, Тернопільська область. З'явилось 84.6 %, «за» 1.6 %, 11 місце з 24 претендентів. На час виборів: юрисконсульт фірми «Інтер», адвокат Тернопільської обласної колегії адвокатів, член СПУ. Паралельно був кандидатом у народні депутати України від виборчого блоку СПУ-СелПУ, № 63 в списку.
Працював адвокатом Тернопільської обласної колегії адвокатів.